# Parafia Narodzenia Najświętszej Maryi Panny w Porąbce
Parafia Narodzenia Najświętszej Maryi Panny w Porąbce – parafia rzymskokatolicka w Porąbce w dekanacie Międzybrodzie, diecezja bielsko-żywiecka. Erygowana w 1909.
1 stycznia 2015 parafię przeniesiono z dekanatu Kęty do nowo utworzonego dekanatu międzybrodzkiego.